# سن-ژاک-لو-ماژور-دو-ولفستاون، کبک
سَن-ژاک-لو-ماژُر-دو-وُلفِستاون (به فرانسوی: Saint-Jacques-le-Majeur-de-Wolfestown) قصبه‌ای در منطقه شهری له آپالاش ناحیه شودییر-آپالاش در استان کبک کانادا است. در سرشماری سال ۲۰۱۱ این قصبه ۱۷۸ نفر جمعیت داشته‌است و مساحت آن ۵۹٫۳۳ کیلومتر مربع است.